# Jüdischer Friedhof (Naltschik)

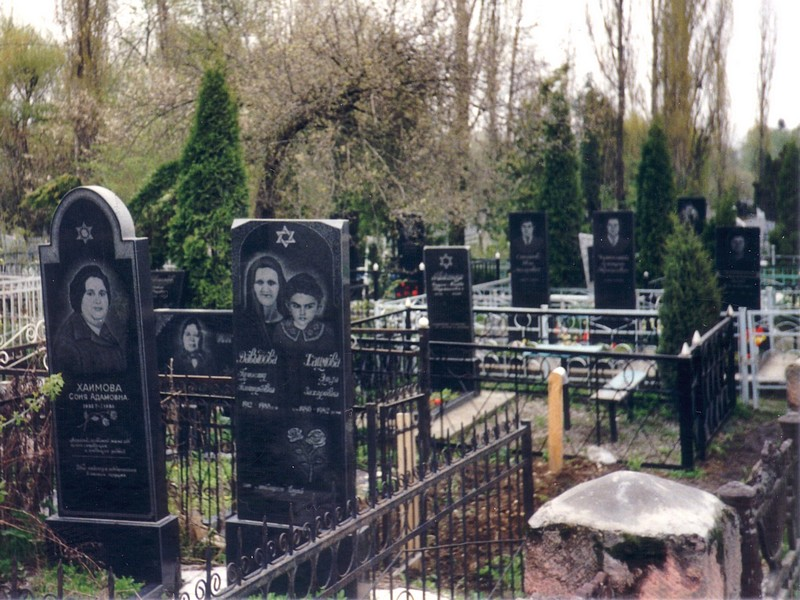
Jüdischer Friedhof in Naltschik (1993)

Der Jüdische Friedhof Naltschik (russisch Еврейское кладбище в Нальчике) ist eine jüdische Begräbnisstätte in Naltschik, der Hauptstadt der russischen Teilrepublik Kabardino-Balkarien im Nordkaukasus. Die jüdische Bevölkerung Naltschiks setzt sich überwiegend aus Bergjuden und einer Minderheit von Aschkenasim zusammen.
Als im Zweiten Weltkrieg Ende 1942 deutsche Truppen den nördlichen Kaukasus besetzten, wurden bis zum Rückzug der Deutschen 1943 mehrere hundert Juden durch die Einsatzgruppe D der SD ermordet. Zunächst in einem Panzergraben als Massengrab verscharrt, fanden sie auf dem jüdischen Friedhof von Naltschik ihre letzte Ruhestätte.
1990 sowie Februar und Juni 2000 kam es zu antisemitischen Vandalismusvorfällen in den Anlagen der jüdischen Friedhöfe in Naltschik und Nischni Nowgorod.